# Barbara Ferrell
Barbara Ann Ferrell-Edmonson, ameriška atletinja, * 28. julij 1947, Hattiesburg, Misisipi, ZDA.
Nastopila je na poletnih olimpijskih igrah v letih 1968 in 1972, leta 1968 je osvojila naslov olimpijske prvakinje v štafeti 4x100 m s svetovnim rekordom 42,8 s, srebrno medaljo v teku na 100 m ter četrto mesto v teku na 200 m. V slednji disciplini je zmagala na panameriških igrah leta 1967. 2. julija 1967 je izenačila svetovni rekord v teku na 100 m z 11,1 s.